# Car2share隨心開
car2share隨心開，是戴姆勒集團所建置的一個共享汽車系統。

## 沿革
2014年1月，Car2Share隨心開在深圳開啟了試點。
2017年3月28號，引入戴姆勒集團的四人座smart for four車型。

## 外部連結
- car2share中國 （简体中文）